# Блэксланд, Джон (колонист)
Джон Блэ́ксланд (англ. John Blaxland; 4 января 1769, Кент, Англия — 5 августа 1845, Ньюингтон, колония Новый Южный Уэльс) — австралийский колонист, бизнесмен и политик.

## Биография
Родился 4 января 1769 года в графстве Кент, Англия в семье землевладельца и торговца, которого также звали Джон Блэксланд, и его жены Мэри Паркер. После окончания королевской школы в Кентербери, поступил на военную службу. Вышел в отставку в 1792 году в звании капитана кавалерии.
Блэксланд был недоволен своей жизнью в Англии, и поэтому поддался на уговоры Джозефа Бэнкса переехать в недавно образованную английскую колонию Новый Южный Уэльс на юго-востоке современной Австралии. Джон согласился инвестировать 6000 фунтов стерлингов в развитие сельского хозяйства колонии, а за это английское правительство обязалось предоставить Блэксланду, его семье и слугам бесплатный проезд, и бесплатную доставку имущества и оборудования, а по прибытии на место — бесплатную землю в количестве 8000 акров, бесплатный труд 80 заключённых для работы на земле и бесплатную одежду и питание для всех участников экспедиции в течение 18 месяцев. Блэксланд однако, решил, что ему будет выгоднее самостоятельно оплатить переезд в колонию, надеясь получить на месте дополнительные преференции. Он за собственный счёт зафрахтовал судно и отправился на нём за океан, взяв с собой необходимое имущество и всех сопровождающих, включая своего младшего брата Грегори. 4 апреля 1807 года зафрахтованное судно прибыло в Порт-Джэксон.
По прибытии в Новый Южный Уэльс Блэксланд получил от государства некоторое количество скота, что позволило ему начать мясное производство. Он также начал добычу первой на континенте соли, что позволяло обеспечивать засолку и хранение мяса с целью обеспечения им населения Сиднея. Вместе с тем, Блэксланд столкнулся с противодействием местной администрации в лице губернатора Уильяма Блая, а также части офицеров из колониальной администрации, занятых попутно бизнесом по снабжению колонистов. Блэксланд не получил компенсации за переезд, а вместо 8000 акров земли ему были выделены лишь 1290 акров в долине реки Парраматта, а из 80 обещанных заключённых ему предоставили лишь треть. Блай также настаивал на том, что Блэксланд должен заниматься растениеводством, но тот предпочитал животноводство, хоть и поставлял в Сидней некоторое количество овощей. Помимо этого, Блэксланд допустил ещё две ошибки: во-первых, он принял в качестве компаньона в своё предприятие бывшего заключённого Саймона Лорда, что вызвало резкое отторжение местных коммерческих кругов, состоявших в значительной степени из британских офицеров. Во-вторых, он запросил у властей лицензию на право производства спирта, а в качестве «благодарности» предложил долю в предприятии губернатору Блаю — активному противнику производства алкоголя в колонии, чем ещё более усложнил и без того непростые отношения с ним.

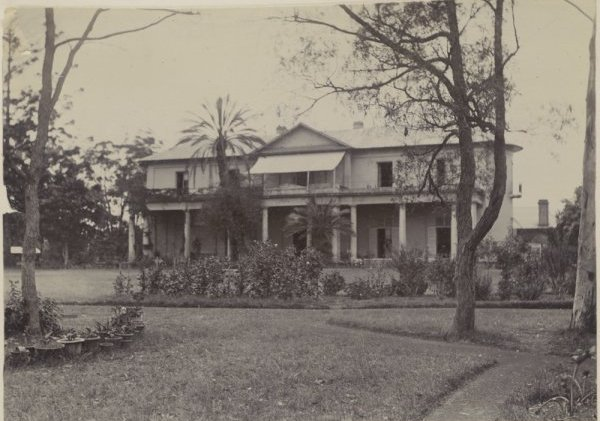
Дом Джона Блэксланда в Ньюингтоне (около 1895 года)

В январе 1808 года Джон Блэксланд примкнул к так называемому «Ромовому бунту», затеянному недовольными политикой Блая британскими офицерами во главе с вице-губернатором майором Джорджом Джонстоном и колонистом Джоном Макартуром. Итогом бунта стало отстранение Блая от должности и его арест. Однако, в течение трёх месяцев Блэксланд рассорился с Джонстоном и Макартуром, недовольными его сотрудничеством с Лордом. В сентябре 1808 года Блэксланд отправился в Лондон с жалобами на неисполнение властями колонии данных ему перед отбытием в Австралию обещаний, однако по приказу Блая он был задержан в Кейптауне, провёл месяц в заключении, после чего был отправлен в Лондон, где должен был провести три года, пока шло следствие по делу Джонстона, по которому Блэксланд проходил в качестве свидетеля. Он вернулся в Австралию только в 1812 году, где обратился с требованиями о предоставлении обещанных привилегий к новому губернатору Лаклану Маккуори. Маккуори, так же как и до него Блай, полагал, что землю следует выделять колонистам лишь для её возделывания, а не для выпаса скота, поэтому ограничился предоставлением Блэксланду земельного участка в долине реки Непин, отказав в удовлетворении других требований. Блэксланд продолжал настаивать, но ни от Маккуори, ни от следующего губернатора Томаса Брисбена ему так и не удалось получить земли в необходимом объёме. Лишь в 1831 году четвёртый по счёту губернатор Ральф Дарлинг согласился выделить Блэксланду дополнительно 10 240 акров земли в долине реки Хантер. Общая площадь земельной собственности Блэксланда составила около 29 000 акров.
Блэксланд приобрёл большой опыт в борьбе с британскими колониальными властями за собственные права. Попутно он выступал за права других свободных колонистов — так ещё с 1812 года он активно требовал введения в колонии суда присяжных. С 1823 по 1843 годы был членом Законодательного совета Нового Южного Уэльса, за это время он показал себя как яркий борец за права колонистов и противник вывода в метрополию средств колонии. В частности, он выступал против того, чтобы финансирование полиции и исправительных учреждений полностью осуществлялось за счёт местных средств, в то время как значительная часть заключённых прибывала в Австралию из Великобритании. Несмотря на то, что Блэксланд сам редко выступал в Законодательном совете с инициативами, он был заметной фигурой в либеральной партии колонии, во главе которой стояли его друзья Уильям Блэнд и Джон Джеймисон. Стремясь заручиться поддержкой колонистов, в 1844 году губернатор колонии Джордж Гиппс поддержал многие из предложений Блэксланда.
Джон Блэксланд скончался 5 августа 1845 года в Ньюингтоне, колония Новый Южный Уэльс.

## Семья
В 1794 году Блэксланд женился на Саре Дейвис, которая скончалась при родах. В 1797 году женился вторично — на этот раз его жену звали Харриет, она была дочерью Жана Луи де Маркетта, торговца из Калькутты. С Харриет у Блэксланда было четверо сыновей и шесть дочерей.